# Шокинское сельское поселение
Шо́кинское се́льское поселе́ние — муниципальное образование в составе Кардымовского района Смоленской области России.
Административный центр — деревня Шокино.
Главой поселения и Главой администрации является Серафимов Владимир Викторович.

## Географические данные
- Расположение: северо-восточная часть Кардымовского района
- Граничит:
  - на севере — с Ярцевским районом
  - на востоке — с Соловьёвским сельским поселением
  - на юге — с Берёзкинским сельским поселением
  - на западе — с Каменским сельским поселением
- По территории поселения проходит автомобильная дорога М1 «Беларусь».
- По территории поселения проходят железная дорога Москва — Минск, станции: Присельская.
- Крупные реки: Хмость, Орлея, Лосьмена.

## История
Образовано Законом от 2 декабря 2004 года.
Законом Смоленской области от 20 декабря 2018 года, к 1 января 2019 года в Каменское сельское поселение были включены все населённые пункты двух упразднённых сельских поселений: Первомайского и Соловьёвского.

## Население
| 2011  | 2012  | 2013  | 2014  | 2015  | 2016  | 2017  |
| ----- | ----- | ----- | ----- | ----- | ----- | ----- |
| 1014  | ↗1033 | ↘1023 | ↗1052 | ↘1043 | ↗1058 | ↗1060 |
| 2018  | 2019  | 2020  | 2021  |       |       |       |
| ↘1042 | ↘1024 | ↗2355 | ↘1964 |       |       |       |

## Населённые пункты
В состав поселения входят 43 населённых пунктов:
| №  | Населённый пункт             | Тип     | Население |
| -- | ---------------------------- | ------- | --------- |
| 1  | Бабеевка                     | деревня | 5         |
| 2  | Беднота                      | деревня | 33        |
| 3  | Бережок                      | деревня | 3         |
| 4  | Будка железной дороги 372 км | деревня | 1         |
| 5  | Будка железной дороги 373 км | деревня |           |
| 6  | Вачково                      | деревня | 339       |
| 7  | Гончарово                    | деревня | 1         |
| 8  | Городок                      | деревня | 0         |
| 9  | Дуброво                      | деревня | 1         |
| 10 | Еськово                      | деревня | 11        |
| 11 | Заборье                      | деревня | 5         |
| 12 | Залесово                     | деревня | 30        |
| 13 | Колпино                      | деревня | 0         |
| 14 | Коровники                    | деревня | 61        |
| 15 | Красный Пахарь               | деревня | 23        |
| 16 | Кунцево                      | деревня | 10        |
| 17 | Лукьяники                    | деревня | 7         |
| 18 | Любаново                     | деревня | 2         |
| 19 | Макеевская                   | деревня | 4         |
| 20 | Малявчино                    | деревня | 76        |
| 21 | Мамоново                     | деревня | 30        |
| 22 | Машкино                      | деревня | 1         |
| 23 | Минино                       | деревня | 5         |
| 24 | Морево                       | деревня | 1         |
| 25 | Надва                        | деревня | 0         |
| 26 | Некисово                     | деревня | 6         |
| 27 | Новая Жизнь                  | деревня | 0         |
| 28 | Осово                        | деревня | 2         |
| 29 | Пнево                        | деревня | 64        |
| 30 | Приселье                     | деревня | 44        |
| 31 | Присельская                  | станция | 82        |
| 32 | Раскосы                      | деревня | 0         |
| 33 | Репухово                     | деревня | 0         |
| 34 | Русаново                     | деревня | 29        |
| 35 | Рыжково                      | деревня | 29        |
| 36 | Соловьёво                    | деревня | 280       |
| 37 | Титково                      | деревня | 396       |
| 38 | Фальковичи                   | деревня | 23        |
| 39 | Федурново                    | деревня | 22        |
| 40 | Хотесловичи                  | деревня | 18        |
| 41 | Часовня                      | деревня | 5         |
| 42 | Шестаково                    | деревня | 206       |
| 43 | Шокино                       | деревня | 492       |